# Le Gault-Saint-Denis
Le Gault-Saint-Denis – miejscowość i gmina we Francji, w Regionie Centralnym, w departamencie Eure-et-Loir.
Według danych na rok 1990 gminę zamieszkiwało 540 osób, a gęstość zaludnienia wynosiła 23 osoby/km² (wśród 1842 gmin Regionu Centralnego Le Gault-Saint-Denis plasuje się na 651. miejscu pod względem liczby ludności, natomiast pod względem powierzchni na miejscu 543.).